# Livingston (Texas)
Livingston és una població dels Estats Units a l'estat de Texas. Segons el cens del 2000 tenia 5.433 habitants.

## Demografia
Segons el cens del 2000, Livingston tenia 5.433 habitants, 2.048 habitatges, i 1.341 famílies. La densitat de població era de 250,9 habitants/km².
Dels 2.048 habitatges en un 34,4% hi vivien nens de menys de 18 anys, en un 45,4% hi vivien parelles casades, en un 16,4% dones solteres, i en un 34,5% no eren unitats familiars. En el 30,9% dels habitatges hi vivien persones soles el 15,7% de les quals corresponia a persones de 65 anys o més que vivien soles. El nombre mitjà de persones vivint en cada habitatge era de 2,5 i el nombre mitjà de persones que vivien en cada família era de 3,13.
Per edats la població es repartia de la següent manera: un 27,7% tenia menys de 18 anys, un 9,1% entre 18 i 24, un 26,5% entre 25 i 44, un 19,7% de 45 a 60 i un 17,1% 65 anys o més.
L'edat mediana era de 35 anys. Per cada 100 dones de 18 o més anys hi havia 79,2 homes.
La renda mediana per habitatge era de 31.424 $ i la renda mediana per família de 37.868 $. Els homes tenien una renda mediana de 30.318 $ mentre que les dones 21.774 $. La renda per capita de la població era de 17.214 $. Aproximadament el 18,2% de les famílies i el 22,3% de la població estaven per davall del llindar de pobresa.

## Poblacions més properes
El següent diagrama mostra les poblacions més properes.